# Вторжение США в Панаму
Вторжение США в Панаму (кодовое название: Операция «Правое дело», англ. Operation Just Cause) происходило с декабря 1989 по январь 1990 года вслед за объявлением 15 декабря Национальной Ассамблеей Панамы войны США.
Позднее в официальном заявлении государственного департамента США были названы следующие основания для проведения операции:
- защита граждан США, которые находились на территории Панамы;
- защита безопасности Панамского канала;
- поддержка демократически избранных государственных деятелей Панамы;
- смещение генерала Норьеги с руководящих постов и передача его суду как уголовного преступника (на основании решения американских судов);
- уничтожение международной сети по торговле наркотиками, действовавшей под покровительством Норьеги.

Вторжение США в Панаму является первой в истории интервенцией США, в качестве теоретического обоснования которой правительство США использовало лозунги «восстановления демократии» и «сохранения демократии»

## Предшествующие события
На территории Панамы с 1903 года существовала Зона Панамского Канала, которая контролировалась США и принадлежала на правах бессрочной аренды согласно Договору Хэя — Бюно-Варийи. Позднее соглашением в «Договоре о Панамском канале» (англ. The Panama Canal Treaty) вторым из Договоров Торрихоса–Картера было определено, что 31 декабря 1999 года США должны были полностью передать контроль над Панамским каналом правительству Панамы. В середине 1980-х годов в связи с нежеланием правительства Панамы пересмотреть условия соглашения отношения между США и Панамой начали ухудшаться, администрация США начала оказывать давление на правительство Панамы.
В 1983—1984 годах правительство Панамы получило рекомендации Международного валютного фонда по проведению экономических реформ, с целью сократить дефицит бюджета, в поддержку которых выступили США. Осуществление этих реформ привело к ухудшению условий жизни населения Панамы и вызвало протесты и рост антиамериканских настроений. В 1985 году правительство Панамы начало проводить самостоятельную внешнюю и внутреннюю политику, которая не совпадала с внешнеполитическим курсом правительства США. В частности, Панама начала укреплять связи со странами Центральной и Южной Америки (в том числе с Никарагуа).
С начала 1987 года, после того как правительство Панамы отказалось предоставить США территорию страны для ведения деятельности против Никарагуа, отношения между Панамой и США ещё более ухудшились, с этого времени США непрерывно осуществляли дипломатическое, экономическое, военно-политическое и информационно-психологическое давление на правительство Панамы.
В июне 1987 года министр иностранных дел Панамы Хабадиа Ариас направил госсекретарю США ноту протеста в связи с непрекращающимся вмешательством США во внутренние дела Панамы.
В июле 1987 года правительство США объявило о прекращении экономической и военной помощи Панаме.
8 февраля 1988 года Министерство юстиции США предъявило обвинения командующему вооружёнными силами Панамы Мануэлю Норьеге в торговле наркотиками, получение взяток за обеспечение безопасных взлетно-посадочных полос и убежище для членов наркокартелей, включая убийц министра юстиции Колумбии Родриго Лара Бонильи, а также в ряде других преступлений.
В марте 1988 года правительство США установило запрет на оказание и предоставление любой помощи Панаме.
8 апреля 1988 года президент США Рональд Рейган ввёл санкции Указом № 12635 в отношении Панамы, предусматривавшие заморозку государственных активов, запрет на перечисление денежных средств в Панаму американскими компаниями, их структурными подразделениями и гражданами США, а также запрет на перечисление средств режиму Норьеге в самой Панаме, задействовав International Emergency Economic Powers Act. Кроме того, в апреле 1988 года США увеличили военный контингент в Панаме на 1300 военнослужащих для обеспечения безопасности граждан и интересов США.
В мае 1988 года безрезультатно закончились переговоры между Норьегой и США, в ходе которых рассматривались снятие обвинений и санкций взамен на уход с должности.
5 апреля 1989 года правительственными силами Панамы был арестован проживавший в Панаме, завербованный ЦРУ гражданин США (Kurt Frederick Muse), который организовал вещание на частоте 91,5 МГц двух антиправительственных радиостанций с использованием военного радиопередатчика, размещённого в собственном доме.
6 апреля 1989 года в Мейконе (штат - Джорджия) Управлением по борьбе с наркотиками арестован оппозиционный кандидат в президенты Панамы (Carlos Eleta Alamaran). В этот же день президент США Джордж Буш принял решение о расширении экономических санкций против Панамы.

## Узурпация власти и обострение борьбы
В мае 1989 года на президентских выборах уверенно с перевесом 3 голоса к 1 победил лидер оппозиции Панамы Гильермо Эндара. Однако кандидат-ставленник Норьеги Франсиско Родригес объявил о собственной победе, а также не признал обвинений в фальсификации. Эндара подвергся нападению полиции, а на улицы городов были выведены войска, где по сообщениям свидетелей по всей стране они уничтожали бланки для голосований на избирательных участках. Уровень насилия вынудил Министров стран Организации американских государств направить специальную миссию для урегулирования, которая в своём отчете 23 августа сообщила о частом получение жалоб на нарушении прав человека правительством Панамы. После этого США направили дополнительно 2000 военнослужащих в Панаму для обеспечения безопасности граждан США.
3 октября 1989 года группа офицеров панамской армии предприняла попытку вооружённого переворота с целью смещения Норьеги. Действиями заговорщиков руководили майор Мойсес Гирольди Вега, полковник Г. Вонг, полковник Оу Вонг и подполковник Паласиос Гондола. В ходе попытки переворота майор Вега и ещё 9 заговорщиков были убиты, ещё 37 участников переворота были арестованы, а двое руководителей заговора скрылись на территории военной базы США Форт-Клейтон. Заговорщики обратились к американскому военному командованию с просьбой о содействии — блокировании верных Норьеге частей, однако американцы отказали, не желая втягивания американской армии в гражданскую войну. Немедленно после подавления заговора Норьега инициировал расследование, в результате которого ряд военнослужащих панамской армии были арестованы, расстреляны или бежали из страны. Правительство США осудило действия Норьеги.
7 октября был задержан избранный президентом в мае, но не вступивший в должность Гильермо Эндара — его обвинили в сокрытии подготовки переворота.
После провала переворота в октябре 1989 первоначальный план специальной операции против Панамы (OPLAN «Blue Spoon») был пересмотрен, а также составлен новый план военной операции (OPLAN 90-2).
В конце октября правительство Панамы выдворило из страны группу граждан США — сотрудников американского информационного агентства UPI, обвинив их в публикации ложной информации о ситуации в Панаме и дискредитации правительства страны.
10 ноября президент Панамы Франсиско Родригес встретился на пресс-конференции с советскими журналистами. Он сообщил, что сложное социально-экономическое положение в Панаме вызвано враждебной политикой правительства США, которое не устраивает отказ правительства Панамы уступить требованиям, выдвинутым правительством США. Франсиско Родригес также сообщил, что Панама готова к нормализации отношений с США на основе уважения свободы и суверенитета Панамы и невмешательства США в её внутренние дела. Кроме того, Франсиско Родригес сообщил, что Панама планирует расширение связей со странами мира (в том числе, с СССР), чтобы уменьшить зависимость экономики страны от «одной из великих держав».
На следующий день, 11 ноября, США объявили о начале эвакуации всех членов семей военнослужащих США в Панаме (7700 человек).
15 декабря Национальная Ассамблея Панамы приняла резолюцию, в которой было объявлено, что страна находится в состоянии войны и что США осуществляют агрессию против панамского народа. Также в этой резолюции Норьега был объявлен «главой правительства» и «максимальным лидером национального освобождения» для противостояния США.
16 декабря панамскими солдатами был застрелен лейтенант морской пехоты США Роберт Пас (1st Lieutenant Robert Paz of the United States Marine Corps), а свидетели убийства — офицер спецподразделения ВМС США «морские котики» лейтенант Адам Кёртис и его жена Бонни — были избиты и задержаны панамскими военными без предъявления обвинения. Они были освобождены спустя несколько часов, однако Кёртису пришлось провести в больнице несколько недель из-за травм, а его жене потребовалась психологическая помощь, поскольку солдаты ей угрожали сексуальным насилием.
17 декабря президент США Дж. Буш-старший даёт согласие на проведение боевой операции в Панаме.

## Силы сторон

### CША
Общее руководство операцией осуществляли министр обороны США Р. Чейни и председатель Объединённого комитета начальников штабов Колин Пауэлл, непосредственное руководство осуществляли главнокомандующий Объединённого командования вооружённых сил США в Центральной и Южной Америке, генерал М. Тэрнер, и командующий 18-м воздушно-десантным корпусом армии США, генерал К. Стайнер.
По количеству войск и боевой техники вторжение США в Панаму стало самой крупной воздушно-десантной операцией США, проведённой в период после окончания Второй мировой войны.
Общая численность войск, принимавших участие в операции, составляла 26 тыс. военнослужащих, на вооружении которых имелось более 100 единиц бронетехники (легкие танки M551 Шеридан на вооружении танкового батальона 82-й воздушно-десантной дивизии, БТР M113 на вооружении пехотных полков СВ США и БМП LAV-25 на вооружении 2-го механизированного разведывательного батальона КМП), 140 орудий и миномётов (в том числе 105-мм гаубицы), до 350 пусковых установок ПТУР.
В ходе операции США применяли новейшие образцы боевой техники, вооружения и снаряжения, именно здесь состоялось первое боевое применение «самолётов-невидимок» F-117A, боевых вертолётов AH-64А, бронетранспортёров LAV-25, гранатомётов AT-4, приборов ночного видения ANVIS-6S.

#### Группировка ВВС США
Группировка ВВС США включала в себя до 200 ударных машин (30 штурмовиков и 170 ударных вертолётов армейской авиации), самолёты транспортной авиации и самолёты-заправщики, в том числе:
- 388-й истребительный авиаполк (ИАП);

звено истребителей F-16 (перебазировано в США на второй день операции)
- ВВС Национальной гвардии;

шесть штурмовиков A-7D
- 919-й штурмовой авиаполк специального назначения (ШАП СпН) резерва ВВС;

2 самолёта поддержки наземных войск AC-130A
- 24-й ШАП (830-й АД);

18 лёгких штурмовиков—разведчиков OA-37;
- 23-я воздушная армия (ВА);

7 самолётов огневой поддержки AC-130H, 3 самолёта MC-130, 2 самолёта HC-130, 6 вертолётов MH-53J, 4 вертолёта MH-60;
- 6 истребителей-бомбардировщиков F-117A[14];
- Транспортная авиация ВВС;

12 C-5 «Гэлэкси», 77 C-141 «Старлифтер», самолёты-заправщики KC-135 «Стратотанкер» и KC-10 «Экстендер».

#### Группировка сухопутных войск США
Группировка сухопутных войск США состояла из пяти сводных батальонных групп:
- Группа захвата международного а/п Токумен (позывной «Тихоокеанская»):

рота Сил специального назначения 7-й группы СпН при поддержке 1-го батальона 75-го полка рейнджеров с ближайшей задачей захвата аэропорта Токумен, обеспечения посадочного десантирования подразделений 1-й бригады 82-й воздушно-десантной дивизии, выдвижения в столицу и дальнейшего захвата ключевых объектов в городе.
- Группа захвата международного а/п Рио-Ато (позывной «Красный»):

рота Сил специального назначения 7-й группы СпН при поддержке 2-го батальона 75-го полка рейнджеров с ближайшей задачей захвата аэропорта в Рио-Ато, блокирования и разоружения гарнизона его охраны.
- Группа блокирования Панамского канала (позывной «Семпер Фиделис»):

две роты морской пехоты из состава 2-й дивизии морской пехоты с тяжёлым вооружением с ближайшей задачей блокирования т. н. «моста Америк» через Панамский канал и обеспечения охраны базы ВВС США Говард.
- Группа захвата ГЭС (позывной «Атлантическая»):

два легкопехотных батальона (3-й батальон 504-го парашютно-десантного полка 82-я воздушно-десантной дивизии и 4-й батальон 17-го пехотного полка 7-й пехотной дивизии) с ближайшей задачей захвата плотин и сооружений ГЭС «Мадден» и «Гатун», объектов в г. Колон и тюрьмы Гамбоа.
- Группа захвата здания Министерства обороны и Генштаба (позывной «Штык»):

два легкопехотных батальона (5-й батальон 87-го пехотного полка 10-й горнопехотной дивизии и 4-й батальон 6-го пехотного полка 5-й пехотной дивизии) при поддержке взвода танков M60A2 (из состава батальона 35-го танкового полка 5-й пехотной дивизии) с ближайшей задачей выдвижения в столицу, захвата здания МО и Генштаба ВС Панамы, дальнейшего блокирования столичного района и разоружения гарнизона Форт-Амадор.

### Панама
Перед началом вторжения силы национальной обороны Панамы насчитывали 12 тыс. человек:
- СВ Панамы: 11 тыс. военнослужащих, до 30 БТР и бронемашин, свыше 50 орудий и миномётов[14];
- ВВС Панамы: 500 военнослужащих, 23 самолёта и 20 вертолётов[14];
- ВМС Панамы: 400 военнослужащих, 12 патрульных катеров[14].

## Ход операции
Решение на проведение операции «Правое Дело» (англ. Just Cause) было принято президентом США Джорджем Бушем-старшим 17 декабря 1989 года.
Непосредственно перед началом сухопутной операции к полуночи 19 декабря три разведывательно-диверсионные группы (Боевая морская особая группа быстрого развёртывания SEAL) скрытно выдвинулись в район международного а/п Токумен с целью уничтожить личный самолёт М. Норьеги. В ходе налета на аэропорт эти группы выполнили задачу по уничтожению самолётов, но при отходе потеряли 4 бойцов убитыми и 3 тяжелоранеными от огня охраны аэропорта. По данным ВМС США, силы охраны аэродрома потеряли в бою 3 человек убитыми и 8 ранеными.

### 20 декабря
Операция началась в 1:00 20 декабря 1989 года. После выдвижения на исходные позиции подразделений специального назначения, в 2:00 самолёты ВВС и вертолёты армейской авиации нанесли удары по объектам в городах Панама, Колон, Рио-Ато и Давид.
Транспортная авиация (ТА) ВВС США начала переброску парашютно-десантных частей в Панаму. С 84 самолётов (63 C-141, 19 C-130 и 2 C-5) был сброшен парашютный десант из бойцов 75-го полка рейнджеров, после чего 27 самолётов (14 C-141, 10 C-5 и 3 C-130) посадочным способом доставили личный состав и технику 82-й ВДД на аэродромы Олбрук, Токумен и авиабазу Ховард. После десантирования моторизованные и парашютно-десантные части выдвинулись и атаковали основные пункты дислокации ВС Панамы.
После начала боевых действий подразделения специального назначения в районе столицы предприняли попытку захвата президента Панамы Ф. Родригеса и членов правительства Панамы, однако президенту удалось скрыться.
Немедленно после начала боевых действий государственное телевидение Панамы прекратило вещание, а спустя час начало транслировать изображение эмблемы Министерства обороны США и требование к жителям Панамы не нападать на граждан и собственность США. Радиостанция «Радио Насиональ» успела передать обращение правительства страны к гражданам Панамы с призывом оказать отпор США, после чего прекратила вещание.
Оперативно-тактические группы СВ США в основном выполнили первичные задачи, поставленные перед ними на 20 декабря.
20 декабря пост президента Панамы занял победитель президентских выборов мая 1989 года Гильермо Эндара, который был приведён к присяге на военной базе США.

### 21 декабря
К утру 21 декабря было захвачено и выведено из строя здание Генштаба и МО Панамы. В ходе ожесточённого боя в центре столицы между батальонной группой СВ США (позывной Штык) и гарнизоном МО и Генштаба ВС Панамы министерство обороны было захвачено, а столичный квартал блокирован. В блокировании прилегающего городского района с батальонной группой взаимодействовал легкопехотный батальон 7-й ЛПД при поддержке танков и огня гаубичной батареи.

### 22 декабря
Ночью 22 декабря в 02:30 вооружённые стрелковым оружием и гранатомётами группы ополченцев атаковали позиции подразделений 2-й бригадной группы 7-й ЛПД у здания, где разместились штабные подразделения ОШ ВС США на Южноамериканском ТВД. Бой носил ожесточённый характер, наступающие ополченцы были остановлены артиллерийским огнём и поддержкой с воздуха (самолёт AC-130 и вертолёты армейской авиации).
22 декабря американский полковник Mike Snell сообщил репортёрам, что в доме Мануэля Норьеги в Форт-Амадор его подчинёнными было найдено 50 фунтов кокаина. Позже, в январе 1990 года, экспертизой было установлено, что в пакетах находилась мука для изготовления лепёшек «тамале».

### 23-25 декабря
Очаговое сопротивление продолжалось ещё несколько дней, последние бои продолжались и утром 25 декабря. Американское командование опасалось широкого развёртывания партизанской борьбы со стороны ВС Панамы, однако этого не произошло.
Составной частью вторжения была операция («Operation Acid Gambit»), в ходе которой группа бойцов из спецподразделения «Дельта» при поддержке ударных вертолётов армейской авиации атаковала тюрьму «Carcel Modelo» и освободила американца Курта Мьюза, арестованного в апреле за ведение антиправительственной пропаганды.

## Блокировка посольств третьих стран
Немедленно после начала операции подразделения армии США блокировали посольства Кубы, Никарагуа, Перу и Ливии с целью не допустить предоставления политического убежища Норьеге и его приближённым, а отряд в 80 военнослужащих армии США вторгся в резиденцию посла Никарагуа. После блокады посольства Кубы военнослужащие США вывели из строя камеры системы наружного видеонаблюдения. Согласно некоторым СМИ, действия американских военных являлись прямым нарушением международных соглашений о неприкосновенности посольств и дипломатических представительств. Кроме того, военнослужащие США остановили и обыскали автомашину посла Кубы.

## Потери и разрушения
В ходе военной операции потери США составили 23 военнослужащих убитыми и 330 ранеными; в первые двое суток операции повреждения получили 15 самолётов — четыре C-141 и одиннадцать C-130 (по американским данным, у 13 самолётов полученные повреждения были устранены к 2 января, а оставшиеся два были отремонтированы к 16 января 1990 года), были также потеряны 4 вертолёта, и ещё 45 вертолётов получили повреждения (по заявлениям американской стороны, у 44 вертолётов повреждения были устранены в течение 24 часов).
Кроме того, после начала операции были убиты три гражданина США, находившиеся на территории Панамы: гражданский служащий министерства обороны США Richard Paul, который был застрелен панамскими солдатами после того, как отказался остановиться на блок-посту; преподаватель колледжа Raymond Dragseth, который был застрелен панамскими солдатами, и школьная учительница Gertrude Kandi Helin, которая была застрелена неизвестным.
В сентябре 1990 года правительство США сообщило, что расходы на проведение операции составили более 163 млн долларов (что является эквивалентом 287,5 млн долларов США в ценах 2010 года).
По официальным данным США, опубликованным Южным командованием в октябре 1990 года, в ходе вторжения погибли 515 граждан Панамы (в том числе 51 военнослужащий вооружённых сил Панамы, 202 гражданских лица, а личность остальных погибших не была установлена, «поскольку панамские военнослужащие нередко переодевались в гражданскую одежду, а члены отрядов самообороны не носили военную форму»). По официальным данным правительства Панамы, в ходе вторжения погибли 570 граждан Панамы, в том числе несколько мародёров и преступников, которые были застрелены при совершении преступлений. Потери вооружённых сил Панамы составили 68 военнослужащих погибшими и 27 ранеными — не считая потерь ополченцев. В других источниках встречаются иные оценки потерь сторон.
Помимо граждан Панамы, в ходе операции погиб гражданин Испании, Хуан Антонио Родригес Морено (Juan Antonio Rodriguez Moreno), фоторепортёр газеты «El Pais». Несмотря на свидетельства других репортёров о обстоятельствах его гибели в перестрелке у отеля «Марриотт», правительство США опровергло версию, что он был застрелен военнослужащими США.
В ходе вторжения подразделения армии США наносили артиллерийские обстрелы и авиаудары по городским кварталам, разрушая жилые дома и объекты гражданской инфраструктуры. Общий ущерб экономике Панамы составил 1 млрд долларов США. Ещё одним следствием вторжения стало ухудшение условий жизни, как было отмечено в заявлении Международного комитета Красного Креста, дефицит товаров первой необходимости и медицинских препаратов стал причиной гибели нескольких человек, а в результате дезорганизации работы коммунальных служб в городе Панама возникла угроза эпидемии.
19 июля 1990 года 60 компаний, собственность которых находилась на территории Панамы, обратились в федеральный суд города Нью-Йорк с иском к правительству США в связи с нанесённым ущербом во время вторжения
Во время вторжения США в Панаму было прекращено движение судов по Панамскому каналу, что нанесло экономический ущерб международной морской торговле и экономике третьих стран.

## Военные преступления
После завершения боевых действий в США было начато расследование преступлений, совершённых военнослужащими США в ходе операции в Панаме. Было возбуждено 21 уголовное дело, восемь из которых были связаны с убийствами. Среди обвиняемых:
- лейтенант 82-й воздушно-десантной дивизии Брэндон Томас, который застрелил убегавшего от него безоружного панамца[60];
- сержант 82-й воздушно-десантной дивизии Роберто Э. Брайан, который расстрелял военнопленного солдата панамской армии[59];
- двое военнослужащих 7-й пехотной дивизии (сержант Пол Т. Финсел мл. и рядовой первого класса Марк Ф. Макмонэгл), которые застрелили 50-летнюю женщину[61].

По состоянию на начало мая 1990 года следственными органами США было выявлено свыше 60 военных и уголовных преступлений, совершённых военнослужащими США в ходе вторжения США в Панаму (начиная от кражи золотых изделий и грабежа задержанных и заканчивая убийствами).

## Международная реакция
После начала вторжения 15 государств-членов Совета Безопасности ООН провели голосование по резолюции с осуждением вторжения США в Панаму, но США, Великобритания и Франция использовали право «вето», чтобы заблокировать резолюцию. Кроме того, представитель США заявил, что Норьега не может ссылаться на суверенитет Панамы в вопросах уничтожения международной наркоторговли, поскольку наркоторговля представляет собой угрозу для всех государств .
29 декабря 1989 года на 44-й сессии Генеральной Ассамблеи ООН была принята резолюция с осуждением вторжения США в Панаму и требованием к США немедленно прекратить интервенцию и вывести войска с территории Панамы. В поддержку резолюции проголосовали 75 государств, против — 20, представители 40 стран не принимали участие в голосовании. В ответ представитель США в ООН выступил с заявлением, что в ходе военной операции США «реализовали право на самооборону».
Организация американских государств осудила вторжение США в Панаму и потребовала вывести войска США с территории Панамы. За принятие резолюции проголосовали 20 государств, против — 1 (США).
ЕЭС приняло резолюцию, в которой выразило обеспокоенность действиями США.
Вторжение США в Панаму вызвало недовольство и протесты у населения и многих правительств стран Латинской Америки, островных государств бассейна Карибского моря и других стран мира, в том числе СССР, Ливии и Австралии.
Социнтерн принял резолюцию, в которой осудил вторжение США как прямое нарушение международного права.
В США 69 общественных и политических деятелей (в том числе политик Дж. Макговерн, сенатор Дж. Фулбрайт, писатель Э. Л. Доктороу) подписали открытое письмо президенту США, в котором осудили вторжение США в Панаму. Также интервенцию осудили Национальный совет церквей США и Совет объединённой методистской церкви США.

## Последующие события
Мануэль Норьега несколько дней находился в посольстве Ватикана, которое окружили солдаты США. Госсекретарь США Джеймс Бейкер потребовал от Ватикана выдать Мануэля Норьегу.
Чтобы заставить Норьегу покинуть посольство, американцы установили по периметру посольства динамики, через которые круглосуточно оглушительно громко проигрывали рок-музыку — в результате обстановка в посольстве стала невыносимой. 4 января 1990 года Норьега сдался, был арестован и вывезен в Майами. В 1992 году он был приговорён американским судом к 40 годам лишения свободы за торговлю наркотиками и вымогательство. В 1999 году французский суд заочно приговорил Мануэля Норьегу к 10 годам тюремного заключения за отмывание денег через французские банки и контрабанду наркотиков. В 1995 году суд Панамы также заочно признал Норьегу виновным в политических убийствах и приговорил его к 20 годам тюрьмы.
Кроме того, был арестован и вывезен в США подполковник панамской армии Луис дель Сид.
Для содержания арестованных и задержанных США оборудовали два лагеря, и хотя часть задержанных в ходе операции была отпущена вскоре после окончания боевых действий, по состоянию на 12 января 1990 года в них продолжали удерживать 351 человека. При этом в ходе операции из тюрем были выпущены несколько сотен уголовников, что значительно ухудшило криминальную обстановку.
Новый президент Панамы Гильермо Эндара Галимани немедленно начал кампанию по борьбе с памятью о президенте Омаре Торрихосе, который выступал за национализацию зоны Панамского канала. Уже в первые три месяца после вторжения были изданы новые школьные учебники, в которых эра правления Торрихоса и Норьеги была названа как «21 год военной диктатуры»; также были переименованы международный аэропорт Панамы и муниципальный стадион, ранее названные именем Торрихоса.
12 января 1990 года США объявили о начале гуманитарной операции («Operation Promote Liberty»), которая продолжалась до 1991 года.
10 февраля 1990 года Гильермо Эндара Галимани объявил о расформировании вооружённых сил Панамы.
Семья Мануэля Норьеги (жена, трое дочерей и внучка) получили политическое убежище в резиденции посла Кубы, где они находились до начала марта 1990 года, а затем покинули Панаму и через Кубу выехали в Доминиканскую республику, где им было предоставлено политическое убежище.
После завершения боевых действий ночью 5 марта 1990 года в столице Панамы в окно ночного клуба, где отмечали праздник американские солдаты, была брошена бомба. В результате взрыва были ранены 26 человек (16 военнослужащих США и 10 гражданских лиц).
15 января 1991 года в посольство США в Панаме из проезжавшего мимо автомобиля бросили ручную гранату (в результате взрыва здание посольства получило незначительные повреждения, пострадавших не имелось).
26 января 1991 года госдепартамент США официально объявил, что результаты операции в Панаме являются «успешными». В качестве обоснования было заявлено, что до проведения операции Панама являлась диктатурой с растущей безработицей, социальными конфликтами и внешним долгом. По мнению госдепартамента, на время публикации отчёта Панама являлась демократией со свободной прессой, конкурирующими политическими партиями и полицейскими силами под гражданским контролем, с высокими темпами экономического роста, низким уровнем безработицы, низкой инфляцией и сбалансированным бюджетом. Также, по мнению госдепартамента США, в области борьбы с наркоторговлей Панама превратилась из «противника» США в союзника. Тем не менее, как писал Абрахам Ливенталь в Los Angeles Times, даже к середине 1992 года экономика не вышла на уровень 1987 года, а пришедшего к власти при поддержке США президента Гильермо Эндара Галимани поддерживали лишь 12 % населения страны. Политика США в отношении Панамы (требование выплаты внешней задолженности, которое вызвало сокращение социальных программ и рост безработицы, подписанное в апреле 1991 года соглашение «Mutual Legal Assistance Treaty») вызвала рост недовольства населения Панамы.
21 декабря 1999 года, в десятую годовщину вторжения США, в Панаме состоялась массовая демонстрация протеста, митингующие забросали посольство США камнями и пакетами с краской.
В декабре 2007 года Национальная ассамблея Панамы приняла решение сделать 20 декабря национальным Днём памяти жертв вторжения. Кроме того, Национальная ассамблея создала комиссию по расследованию обстоятельств вторжения американских войск в 1989 году, которая должна была установить, сколько человек погибло в результате вторжения.
11 декабря 2011 года Мануэль Норьега был экстрадирован из Франции в Панаму для отбытия тюремного заключения по обвинению в политических убийствах.
20 декабря в Панаме ежегодно проходит траурный марш («La Marcha Negra»), посвящённый годовщине вторжения США и поминовению памяти жертв вторжения.

## В массовой культуре
- Фильм «Обман в Панаме[англ.]» (англ. The Panama Deception) (1992) — реж. Барбара Трент
- Фильм «Вторжение[англ.]» (исп. Invasión) (2014) — реж. Абнер Бенаим[англ.]
- Эпизод вторжения в Панаму присутствует в игре Call of Duty: Black Ops 2, где главной целью игрока будет взятие генерала Мануэля Норьеги.
- Just Cause (серия игр) — Серия игр берет свое название от реального вторжения Соединённых Штатов в Панаму под кодовым названием «Operation Just Cause» (операция «Правое Дело»).